# Anastatus aristoteleus
Anastatus aristoteleus är en stekelart som beskrevs av Girault 1915. Anastatus aristoteleus ingår i släktet Anastatus och familjen hoppglanssteklar. Inga underarter finns listade i Catalogue of Life.